# モーリス・パポン

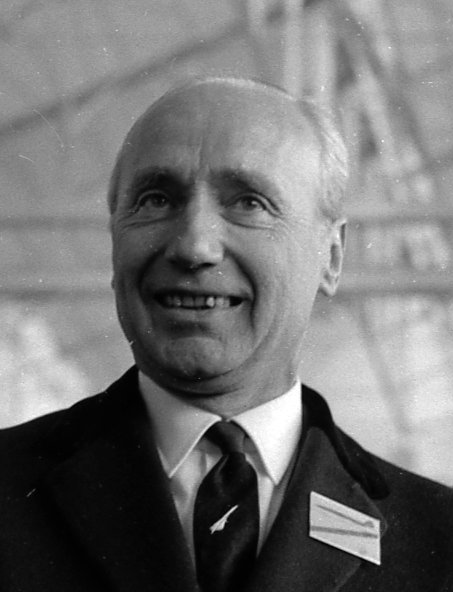
モーリス・パポン

モーリス・パポン（仏:  Maurice Papon、1910年9月3日 - 2007年2月17日）は、フランスの政治家・高級官僚。
第2次世界大戦中、ナチスの協力者として1,600人以上のユダヤ人の移送に関与。1998年、「人道に対する罪」により懲役10年の判決を受ける。彼は一貫して「人道に対する罪」を否認し続けたが、大物政治家の対独協力（コラボラシオン）はフランス社会に衝撃を与えた。

## 生涯
フランス共和国イル゠ド゠フランス地域圏セーヌ゠エ゠マルヌ県グレッツ゠アルマンヴィリエに生まれる。家は中道左派思想をもつ地元の名士。モンテーニュ高等学校（リセ・モンテーニュ）、ルイ゠ル゠グラン高等学校（リセ・ルイ゠ル゠グラン）を経て、パリ大学卒業。パリ大学には1929年から1932年まで在籍し、法学・心理学・社会学などを学んだ。
1929年にポーレット・アソ（Paulette Asso）と結婚。同年、予備役将校となる。1942年にジロンド県の事務局長に就任。妻のポーレットは、1998年にモーリスが有罪判決を受ける1週間前、88歳で亡くなった。

### 第二次世界大戦
第二次世界大戦中にドイツに協力したヴィシー政権下で1942年から1944年の間にジロンド県在住の1560人のユダヤ人をドイツ当局に引き渡したとされる。この1560人には老人や子供も含まれ、約200人が子供だったと記録されている。彼らはパリ北部の収容所を経由し、多くがアウシュヴィッツで亡くなった。

### 戦後
戦後は1948年、38歳の若さでレジオンドヌール勲章シュヴァリエ（騎士、五等）勲章を受勲、1954年にはレジオンドヌール勲章オフィシエ（士官、四等）勲章を受け取っている。
パリ警視総監となり1961年10月17日、アルジェリア民族解放戦線（FLN）が煽るパリで起こった約3万人のアルジェリア人による反仏デモに1万人の警官を出動させ、デモ弾圧のために発砲を許可した（1961年パリ虐殺）。1967年に高級官僚を辞め、ドゴール主義の政治家に転進した。1968年から国民議会（下院）議員、1978年から1981年までジスカールデスタン政権の予算担当相を務めた 。

### 暴露
1981年に過去が暴露され、1983年1月に起訴。「人道に対する罪」でジロンド控訴裁判所から裁判開始を決定されたのは1996年9月、86歳の時である。「人道に対する罪」は欧州各国が制定した罪で、時効は成立しない。故に86歳のモーリス・パポンは被告席に座ることになった。この裁判中、パポンが署名したユダヤ人連行を命じる書類などが証拠として提出されたが、パポンはナチス占領下のジロンド県の高級官僚として命令を執行する立場に過ぎず、連行されたユダヤ人が後々どうなるという運命について知らなかった、と反論し、無罪を求めた。これに対し、検察はパポンがユダヤ人の逮捕、拘禁、更に殺人関与を挙げて禁固20年を求刑。
結局、1998年にボルドーの重罪院でパポンが官僚としてユダヤ人連行を実行したことへの刑事責任を認めながらも殺人関与については退け、禁固10年の判決を下した。刑確定後、共和国政府はパポンに与えられた勲章の効力無効を決めた（パポンは死ぬまで左胸のレジオン・ドヌール勲章の略章を外さなかった）。戦後のユダヤ関連裁判において人道上の罪で禁固10年というのはあまりに軽すぎで、すぐさま多くのユダヤ人遺族から批判と不満の声が沸いた。
上告した破棄院（最終審）の審理を目前に逃亡。1999年スイスで逮捕、収監された。高齢を理由に2002年に仮釈放を認められ、フランス国中で物議を醸したものの、故郷で療養生活を送っていた。2003年自宅の門前にちらりと現れたパポンがマスコミのカメラが捕らえた最期の姿となった。手術を受けた直後の2007年2月17日、パリ郊外セーヌ＝エ＝マルヌ県の病院で心臓疾患で死去した。96歳だった。